# Dacryopinax elegans
Dacryopinax elegans es un hongo comestible del género Dacryopinax que crece en zonas boscosas y subtropicales.

## Descripción
Basidioma de 3-17 mm de longitud, pileado-estipitado, firme-gelatinoso o cartilaginoso, en estado fresco es de rojizo dorado (6C7) a café oscuro (6F7), café (7E6) a café oscuro (7F7) en estado seco. Píleo de 3-20 mm de diámetro, campanulado, coclear o flabeliforme; algunos especímenes maduros tienen el margen ondulado a lobulado; lado estéril velutinoso con pelos amarillentos a marrón. Estípite de hasta 10 × 1–3 mm, cilíndrico, excéntrico, unido dorsalmente, velutinoso con pelos amarillentos a marrón. Himenio unilateral en el lado interno de la copa, suave glabrosa.
Basidiosporas de 12–17 × 4–6 µm, Q = 2.83–3, faseoliformes, aseptadas a triseptadas transversalmente, septas gruesas, hialinas, gutuladas, suaves, membrana gruesa; germinan en conidia. Probasidios y metabasidios de 45–57 (–63) × 4–5 µm, cilíndricos, bufircados en la madurez; esterigmatas de 15–20 × 3 µm, cilíndricas, atenuadas en el ápice, hialinas, gutuladas. Hifas o pelos marginales del abhimenio y estípite de 4–5 µm de ancho, cilíndricas, tortuosas, septadas, membranas gruesas, hialinas a amarillentas; contenido púrpura en floxina. Subhimenio hifal con septas bulbosas.

## Hábitat y distribución
Crecen gregarios a fasciculados en madera en descomposición en bosques caducifolios de Quercus (encinos, robles y alcornoques), con Liquidámbar, bosques de montaña perennifolios, bosques caducifolios de tierras bajas, bosques de niebla y plantaciones de café o cacao en elevaciones de 2800 metros sobre el nivel del mar, de febrero a noviembre.
Está presente en Estados Unidos, Brasil, Panamá y Venezuela. En México se ha registrado en los estados de Campeche, Jalisco, Michoacán, Morelos, Oaxaca, Puebla, Quintana Roo, Tabasco y Veracruz.